# Kryptovaluta
En kryptovaluta (eller crypto currency) er et digitalt aktiv designet til at fungere som et byttemiddel, der bruger kryptografi til at sikre sine transaktioner, for at kontrollere oprettelsen af yderligere enheder og for at verificere overførslen af aktiver. Kryptovalutaer klassificeres som en delmængde af digitale valutaer og klassificeres også som en delmængde af alternative valutaer og virtuelle valutaer.
Verdens første kryptovaluta er Ecash.
Bitcoin, der blev oprettet i 2009, var den første decentrale kryptionsdatabase i rollen som en distribueret hovedbog.

## Oversigt
Decentraliseret kryptovaluta produceres af hele kryptovaluta-systemet kollektivt med en hastighed, som defineres, når systemet oprettes, og som er offentligt kendt. I centraliserede bank- og økonomisystemer som Federal Reserve System styrer virksomhedernes bestyrelser eller regeringer udbuddet af valuta ved at printe enheder af fiat-penge eller krævende tilføjelser til digitale bankbøger. I tilfælde af decentraliseret kryptovaluta kan virksomheder eller regeringer ikke producere nye enheder og har endnu ikke ydet støtte til andre virksomheder, banker eller virksomheder, der har aktiv værdi målt i den. Det underliggende tekniske system, som decentraliserede kryptovalutaer er baseret på, blev skabt af gruppen eller individet kendt som Satoshi Nakamoto.
Et af problemerne med kryptovalutaer eller kryptoenheder er de voldsomme kursudsving. På en enkelt dag kan kursen svinge med 5-10 %.

## Bitcoin
Bitcoin blev opfundet af Satoshi Nakamoto, som udgav en artikel den 31. oktober 2008 med titlen "Bitcoin: A Peer-to-Peer Electronic Cash system". Systemet, der bygger videre på flere tidligere idéer, blev udgivet som open source i januar 2009. Bitcoin er en af de første kryptovalutaer efter forgængere som David Chaums ecash, der havde sin første transaktion i 1994, og OpenCoin, som nu hedder Ripple, der havde programmel før november 2008.
Det er begrænset, hvor mange bitcoin der kan udvindes. Der kan maksimalt udvindes 21 mio. bitcoin. Til gengæld kan der laves uendelig mange forskellige kryptoenheder. Derfor eksisterer der flere hundrede forskellige kryptoenheder i dag.

## Ethereum
Ethereum blev opfundet i 2014 og er ligesom Bitcoin baseret på blockchain-teknologien. Ethereums kryptovaluta hedder Ether og bliver kaldt "digital olie". Ethereum er den næststørste kryptovaluta, kun overgået af Bitcoin. Ethereum er opfundet af Vitalik Buterin, som 19-årig kom han på idéen. Buterin har en baggrund som programmør og mente at Bitcoin manglede noget, bl.a. et scripting-sprog for applikationsudviklere, for at være en holdbar valuta. Han startede selv Etherum, og blev finansieret via 'crowd-sale', hvilket siden hen gik over alt forventning.

## Regulering
Det internationale organisation Financial Stability Board (FSB) udgav i april 2019 et katalog over de nationale og internationale myndigheder, der regulerer kryptovalutaer. Kataloget navngiver reguleringsorganer i talrige lande, heriblandt Australien, Kina, Indien, Japan, Korea, Schweiz, England, USA og EU, såvel som internationale organisationer inklusive Basel-komitéen, the Committee on Payments and Market Infrastructures, Financial Action Task Force (FATF), Den Internationale Valutafond, International Organization of Securities Commissions, OECD og Verdensbanken.
I Danmark er gevinster og tab ved køb og salg af bitcoins og andre kryptovalutaer som hovedregel skattepligtige, og man har pligt til at oplyse fortjenesten eller tabet til Skattestyrelsen, når man sælger kryptovalutaen.

## Andre kryptovalutaer
- Bitcoin Cash
- BitShares
- Bytecoin
- Dash
- Dogecoin
- Ethereum Classic
- Gridcoin
- IOTA
- Litecoin
- Monero
- NEM
- NEO
- XRP
- Steem
- Stratis
- Waves
- Zcash